# Klaudiusz Paulus
Claudius Paulus – arystokrata z germańskiego plemienia Batawów, prawdopodobnie brat Cywilisa. Stracony w wyniku podejrzeń o spisek.
Według Tacyta Klaudiusz Paulus miał pochodzić z królewskiego rodu Batawów. Został razem z  Juliuszem Cywilisem oskarżony przez Fontejusza Kapitona dowódcę wojsk Germanii Dolnej o zdradę i stracony. Cywilis natomiast został odesłany do Nerona i po jego śmierci uwolniony przez Galbę. Po powrocie wzniecił w latach 69-70 n.e. powstanie przeciwko Rzymowi.

## Źródła
- Tacyt: Dzieła. Tłumaczenie Seweryn Hammer. Warszawa: Czytelnik, 2004. ISBN 83-07-02993-7. Brak numerów stron w książce